# Walter Renner (Politiker, 1940)
Walter Renner (* 25. März 1940 in Säusenstein) ist ein ehemaliger österreichischer Politiker (SPÖ). Renner war von 1983 bis 1990 Abgeordneter zum österreichischen Nationalrat.
Renner absolvierte nach der Pflichtschule die Handelsschule in St. Pölten und trat 1956 in den Dienst der Niederösterreichischen Gebietskrankenkasse. Ab 1986 war er Bezirksstellenleiter der Bezirksstelle Pöchlarn. Renner wirkte im politischen Bereich 1970 als Vizebürgermeister der Gemeinde Säusenstein und war von 1971 bis 1993 Gemeinderat in Ybbs an der Donau, wobei er zwischen 1980 und 1984 als Stadtrat das Finanzressort führte. Renner war zudem von 1983 bis 1990 Bezirksparteivorsitzender der SPÖ Melk an der Donau und zudem ab 1968 Ortsparteivorsitzender der SPÖ Säusenstein. Zudem war Renner ab 1969 als Betriebsrats-Obmann der Bezirksstelle Pöchlarn aktiv. Renner vertrat die SPÖ vom 1. Oktober 1983 bis zum 16. Dezember 1986 sowie vom 27. Jänner 1987 bis zum 4. November 1990 im Nationalrat. 